# Rueda (apellido)

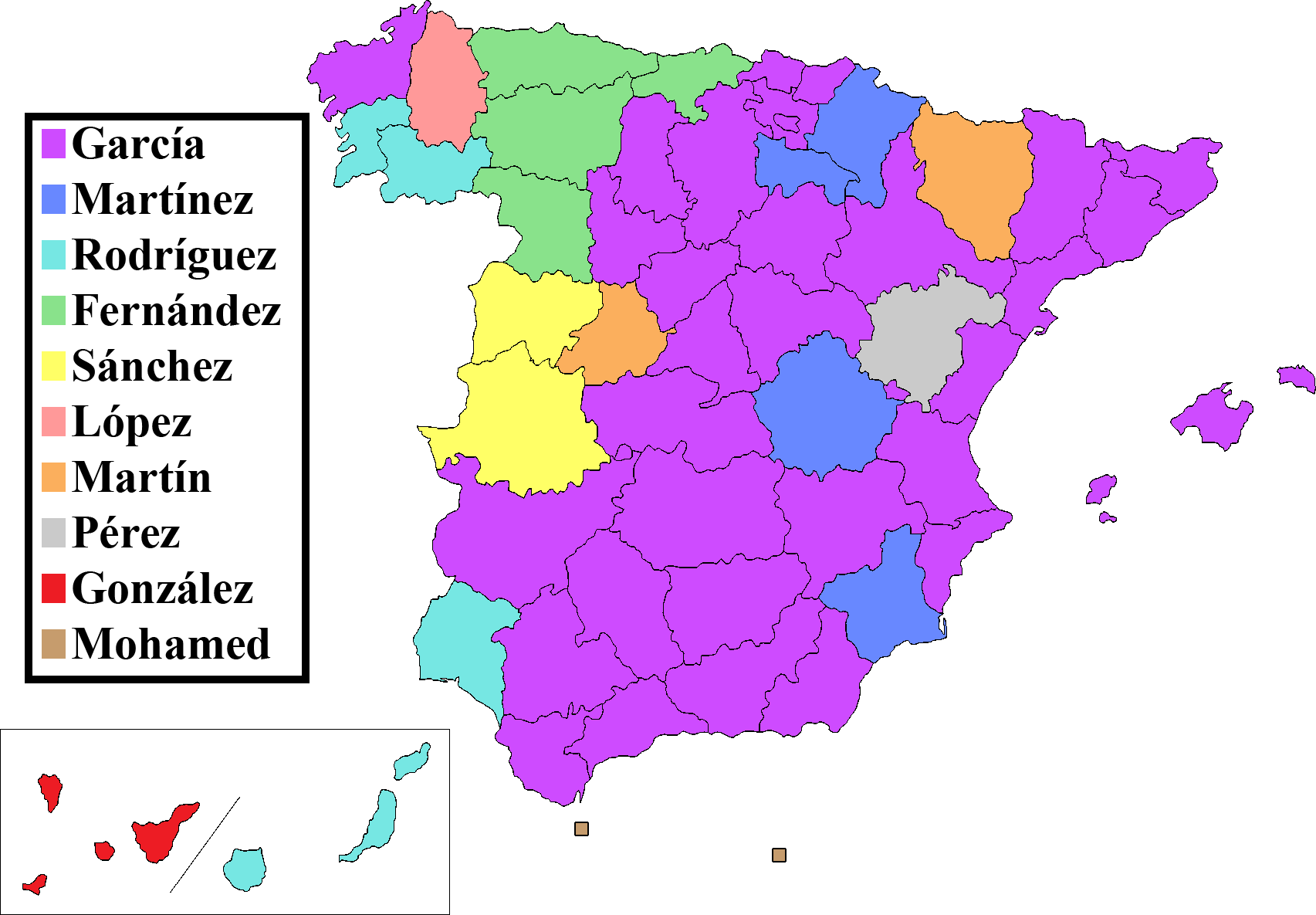
A 2006, distribución de los apellidos más comunes por provincias en España

Rueda es un apellido de origen toponímico español que hace referencia a una villa del siglo IX en Medina del Campo. Se encuentra repartido de forma desigual por la geografía española, siendo en la Comunidad de Madrid más de 12 000 y en Andalucía pasan los 50 000, seguida de Asturias donde hay poco más de un millar de personas con él y América, donde hay descendientes en otros lugares, como Argentina, Chile y Colombia, México y Perú.
Antiguamente, también existían las variantes «de Rueda» y «Drueda».

## Origen del apellido
Según Menéndez Pidal, el apellido ya se utilizó en el año 754 y 761, que se refiere a la Villa al norte de Salamanca, Ávila, Segovia, Aragón, al este de Zamora, pero se tiene documentos donde Rueda refiere antes del siglo XI, y de tiempos del Rey Alfonso VI de León, hijo de Fernando I de León y la reina Sancha reinando entre 1065 y 1109, cuando llegaron seis caballeros con gentes del Norte de África, luego de establecerse en la región de Rueda en la actual Provincia de Valladolid, al lugar donde fundaron un monasterio y sembraron vid, creando la variedad de Verdejo, de los vinos blancos que a estas tierras forma por sus suelos, refrescantes y con alta acidez, de fácil mezcla con los Sauvignon, blancos y Viura en buen gusto de la corte. En el Castillo Calatravo se encuentra una escena borrosa que representa a la Virgen de la Leche y bajo la misma hay una serie de rectángulos con motivos de la cruz de Calatrava, una inscripción tallada y la representación heráldica de los Rueda.
«Don Pedro Garceç de Rueda» reza la lápida en la roca se observa el apellido claramente.
Con el tiempo otros Rueda en hidalguía al servicio a la corte, como buenos escribanos y grandes eruditos. Durante toda la Edad Media, cuando establecieron reinado en todas las montañas de Burgos con hidalguía en la corona Real de España en servicio confiable en Castilla, que se extendió por la Andalucía, Valencia y Murcia.

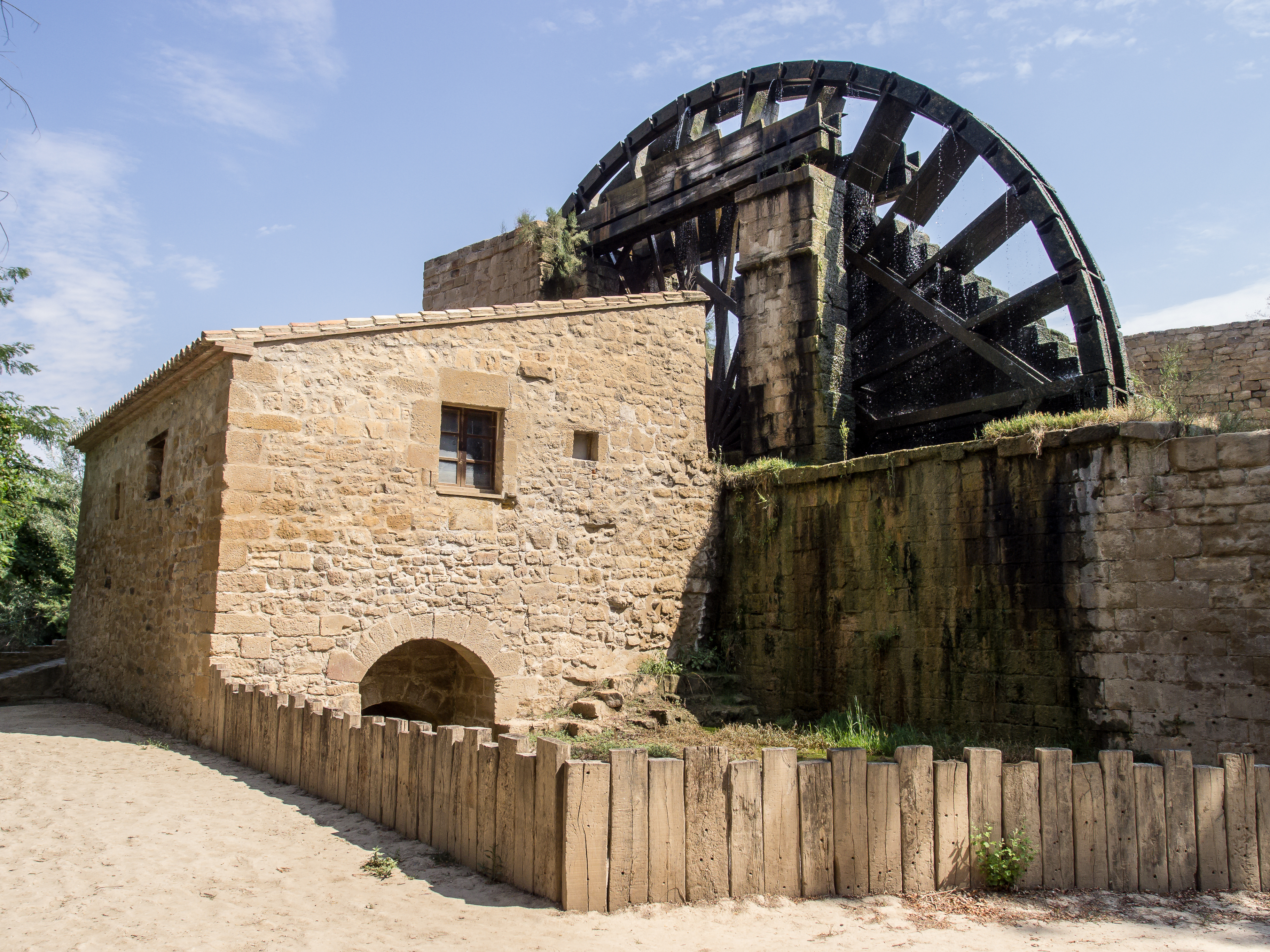
Monasterio de Rueda

## Escudo de armas
Las armas del apellido están documentadas en la mayoría de los libros de heráldica y se corresponden a la casa más antigua del apellido: De gules, con dos ruedas de carreta gallega de oro puestas en palo. Bordura de plata, con ocho lises de azur. Otros tienen: De sinople, seis ruedas de carro, de oro. Otros traen: En campo de gules, una rueda de carro, de oro, y sobre ella, un castillo de plata. Los de Medina de Pomar traen: En campo de gules, dos ruedas de carro de oro. Bordura de oro. Los de Sevilla traen: En campo de gules, dos bezantes de plata, cargado cada uno de tres bandas de oro, perfiladas de sable; bordura de azur con ocho flores de lis de oro.

## Linajes e historia
Fue en sus orígenes de los seis Caballeros que llegaron a Burgos con blasones con una Rueda o dos, pero se unifican luego cuando surge su primer blasón con seis ruedas en oro sobre fondo verde, que luego demostraron su valor en la torre de Castilla y por la que se los premia, con derecho del uso a blasón con «torre» y lema «fuerza, coraje y valor» cuando el rey Alfonso en Burgos en enero 931 en el monasterio de Cardeña sobre la confirmación de la villa quien logra llegar a Castilla en busca de ayuda del conde Guttier Núñez.
En Andalucía el primero que encontramos en Sevilla fue Juan, Caballero de Santiago a quien los Reyes Católicos nombraron por administrador general del Almojarifazgo de Sevilla.
Bastante frecuente en linajes nobles debidamente certificados por el cronista y decano rey de Armas Vicente de Cadenas y Vicent, quien se refiere a ellos en la reseña de Blasones Históricos de la Monarquía Hispánica, con sus gentes en Galicia, Extremadura y Aragón, otros buenos lugares como Islas Canarias, probaron su hidalguía hace tiempo según se plasma en la Real Cancillería de Valladolid, según consta en los archivos de esta institución.
El Vizconde de Rueda concedido por D. Pedro IV de Aragón el 30 de marzo de 1366 a D. Francisco de Perellós, camarlengo del Rey de origen en Burgos, soberano en sus montañas, anota el escribano. Nobleza en Órdenes Militares: Santiago siete veces, 1614, 1618, 1629, 1651, 1659, 1666 y 1705. San Juan de Jerusalem (Malta), cuatro veces, 1711, 1713, 1721 y 1791.
En enlaces familiares con los Osborne, Quintanilla, Montoya, Briones y otros emparentados con el Marquéz Rueda de Saltillo, Vizconde de la Fuente y el Conde del Romeral en épocas diferentes, de tiempos de Alfonso.
En las familias emparentadas con la familia ducal de Burgos, siendo entre los primeros en llevarlo hijos del duque de Rueda de tiempos de Alfonso.
Hay algunas ramas que descienden de manera directa del linaje de los primeros 6 Caballeros, que a bien dispersaron y crearon casas como son las familias Rueda sin el "de" descendientes directos de los Caballeros que se extienden a la rama de Andalucía y los demás de Valencia, Murcia y Galicia.
Los que participaron en la conquista de Valencia castellanos, pero no los «Olón» que llegaron después. 
Por pertenecer a clase noble, descendientes en las islas ayudaron con dineros a la construcción de las villas en la paz de los realejos en 1496.
Capitanes de infantería entre los conquistadores de América, pero incluso antes del descubrimiento. Descendientes frecuentaban el Monasterio de Rueda donde se reunían en ceremonias religiosas en tradiciones antiquísimas, creyentes, amantes de las ciencias, mercaderes y hacendados encomenderos fueron en las nuevas tierras descubiertas luego de la conquista del continente, los escribanos de confianza del Rey enviado al Virrey frecuente en acompañamiento al gobernar estos lugares, familias en servicios leales a la corona fueron perseguidas en la época de independencia en sus regiones y muchos se les expropió sus tierras, abandonando o dejando sus propiedades a su suerte, regresaron a la madre patria otros se refugiaron en zonas alejadas o distantes donde aún hoy, se hallan blasones de sus orígenes en descendientes que los conservaron. Fue adicionado a la lista de expulsión de la península española en 1492 muy a pesar de sus servicios destacados a la corona, dados sus fuertes lazos hebreos e incluido en la lista de actuales apellidos Sefardíes.

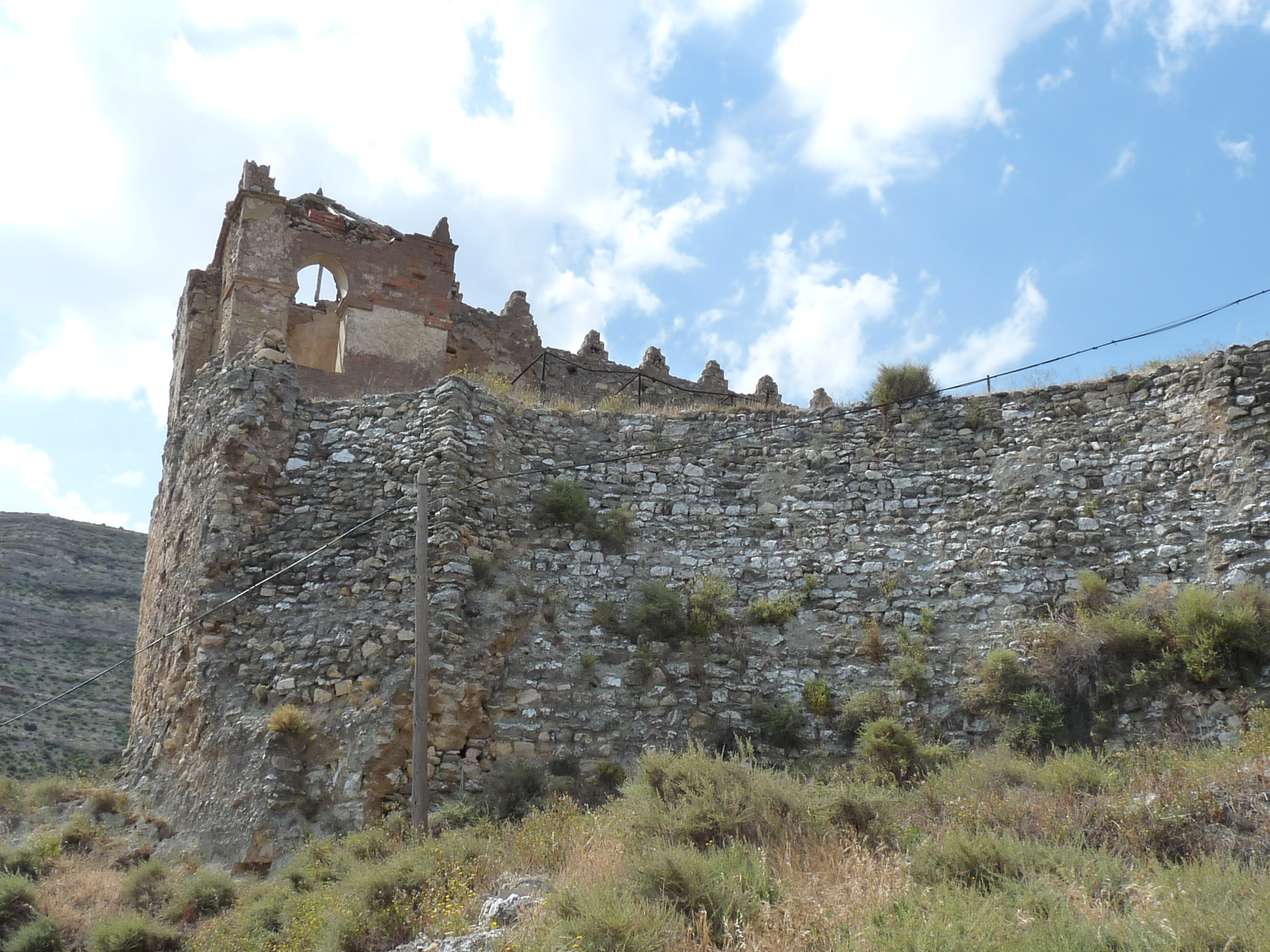
Rueda de Jalón - Castillo - Muralla neoarabe

En cuanto a personas célebres con este apellido están:
- Lope de Rueda[14][15]
- Juan de Rueda, militar español
- Salvador Rueda, poeta
- José de Rueda, escribano real
- José María de Rueda y Gómez (1871-1945), sirvió en Filipinas "Conde de Cuchicute»[16]
- Esteban de Rueda, (Granada ? -Alhama de Granada, 1687) fue un pintor barroco español de la llamada escuela granadina de pintura y directamente influido por Alonso Cano
- José Antonio Drueda de Rueda, uno de los fundadores del Hato (departamento de Santander-Colombia)
- Alberto Ponte Rueda, farmacéutico de la época franquista
- el Hacendado José Antonio Rueda Rueda, en el Socorro
- Miguel Rueda, fusilado en Aragón.[17]
- Tatiana Rueda ( Reyna ) Participante del reality Desafío del Canal Caracol , Artista Plástica , muralista e ilustradora.

## Referencia a Lugares
- Monasterio de Nuestra Señora de Rueda 1152 fundación de la abadía de Nuestra Señora de Saltz por los monjes de Gimont, de la casa madre Morimond. precedente de Rueda.
- Abadía de Juncería se fundó la Abadía de Rueda en lo que luego fue de Rueda En 1162, a partir de la cesión de tierras en Burjazud. (Villanueva de Gállego).